# Stadio Carlo Castellani
Stadio Carlo Castellani – wielofunkcyjny stadion znajdujący się w mieście Empoli we Włoszech.
Swoje mecze rozgrywa na nim zespół Empoli FC. Jego pojemność wynosi 19 847.